# Eichelhain
Eichelhain ist ein Ortsteil der Gemeinde Lautertal im mittelhessischen Vogelsbergkreis.

## Geographie
Geographische Lage
Eichelhain ist innerhalb der Gemeinde Lautertal der südlichste Ortsteil. Über einen Wanderweg am Oberwald besteht eine direkte Verbindung zu den höchsten Bergen des Vulkans Vogelsberg, dem Hoherodskopf und dem Taufstein.
Ausdehnung der Gemarkung
Der eigentliche Ort Eichelhain liegt im Norden der Gemarkung. Diese reicht nach Süden bis nach Herbstein. Große Teile der Gemarkung sind FFH-Gebiete (Fauna-Flora-Habitat-Richtlinie der Europäischen Union) der Natura-2000-Verordnung des Landes Hessen. Diese Gebiete sollen in ein Biotop-Netz der Europäischen Union einfließen, in dem die Vielfalt der Tier- und Pflanzenwelt und der unterschiedlichsten Lebensräume europaweit geschützt werden sollen.
Klima
Das Klima Eichelhains ist durch seine Lage im Tal des Eisenbach den Winden und Steigungsregen des Vogelsbergs ausgesetzt. Im Winter sind zwei Monate Schnee keine Seltenheit. Seltene Pflanzen und Blumen, darunter einige alpine Arten, gedeihen hier dank des rauen Klimas.

## Geschichte

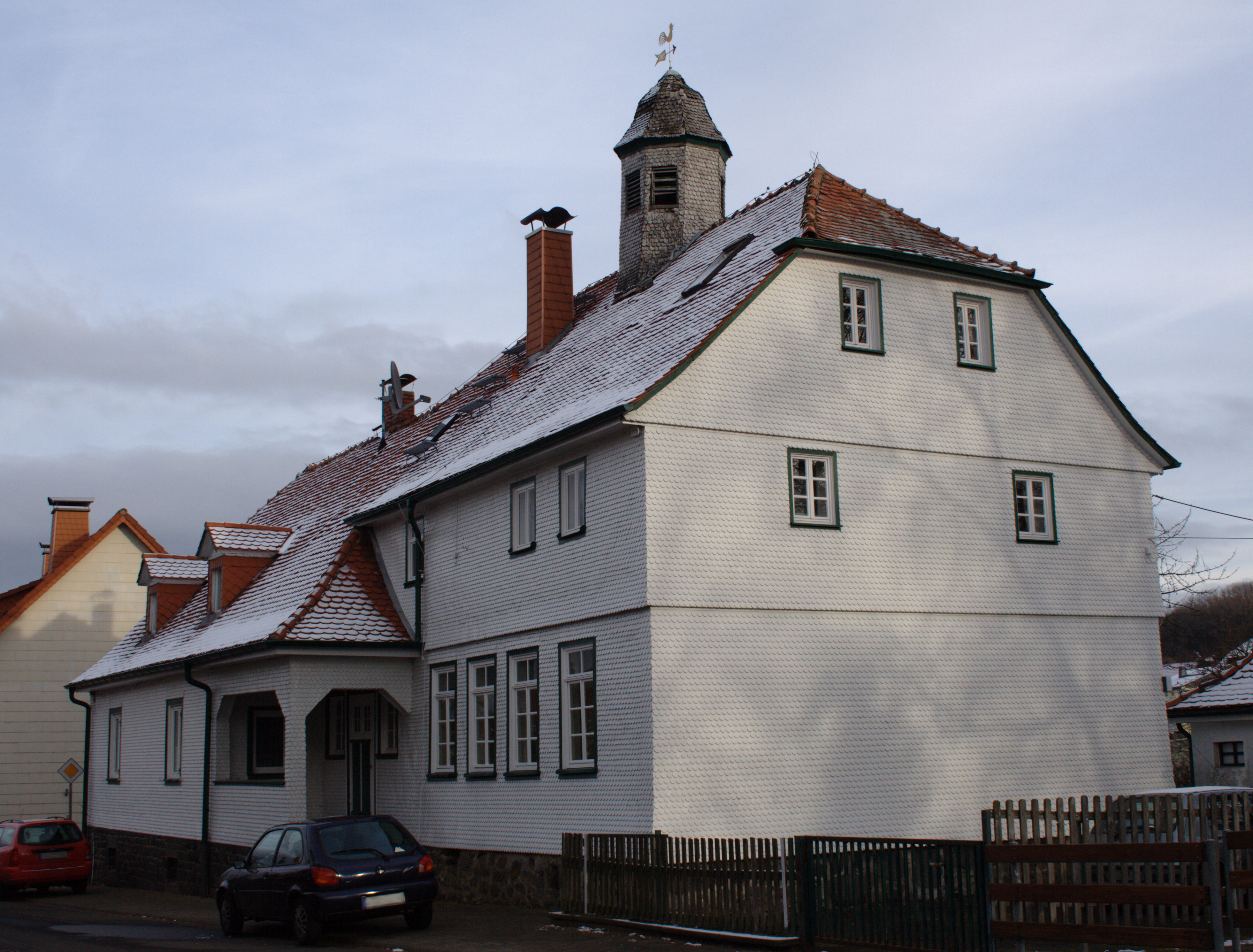
Ehemaliges Schulgebäude in Eichelhain

### Ortsgeschichte

#### Ortsname
Eichelhain geht wahrscheinlich auf eine nach 1100 gegründete Rodungssiedlung zurück. Diese Siedlungen entstanden während der zweiten Rodungsperiode. Den Namen von dem vierten Fuldaer Abt Eigil abzuleiten, ist mutig, aber falsch. Dieser Bezug lässt sich nicht nachweisen. In der Forschung bezieht man sich auf den Rufnamen "Hukilo", wie er auch im Ortsnamen Heuchelheim bei Gießen zu finden ist.
Die älteste bekannte schriftliche Erwähnung des Orts erfolgte am 1. Mai 1483, als ein Henne Uchelnheyner, Henne Eichelhainer, genannt wird. Im 16. Jahrhundert ändert sich die Schreibweise des Ortsnamens in "Vchelnhain" (1556) bzw. "zu Vchelnhain" (1578).
Der Besitz wechselte von der Abtei Fulda an die zum hessischen Uradel gehörenden Junker von Riedesel auf Schloss Eisenbach, die seit 1680 Freiherren von Riedesel genannt wurden. In ihrem Herrschaftsbereich gab es neben mehreren Freigerichten das Gericht Engelrod. Es umfasste im 17. Jahrhundert die Orte Engelrod, Hopfmannsfeld, Eichenrod, Eichelhain, Lanzenhain, Hörgenau, Dirlammen, Rebgeshain, Blitzenrod und Frischborn. Hier kam es zu bäuerlichen Aufständen, besonders im 18. Jahrhundert, gegen die Freiherren von Riedesel.
Bereits 1580 hatten die Bauern in Engelrod, Eichelhain, Hörgenau, Eschenrod, Hopfmannsfeld und Dirlammen ihre Abgaben und Dienste an die Riedesel in jährliche Geldleistungen umgewandelt. Es blieben aber noch das Hafergeld, Rauch- und Käsgeld, Abgaben für Hühner und Eier, Summen, die kaum gezahlt werden konnten.
1806 kam Eichelhain an das Großherzogtum Hessen.
Die Statistisch-topographisch-historische Beschreibung des Großherzogthums Hessen berichtet 1830 über Eichelhain:

„Eichelhain (L. Bez. Lauterbach) evangel. Filialdorf; liegt im Vogelsberg, 3 St. von Lauterbach und gehört dem Freiherrn von Riedesel, hat 55 Häuser und 335 Einw., die bis auf 5 Kath. evangelisch sind. Ferner hat der Ort 2 Mahl- und 2 Oelmühlen. Ein Hagelschlag, der die Gemarkung am 28. Juni 1829 betraf, hat alle Felderzeugnisse total vernichtet.“

Im Zuge der Gebietsreform in Hessen wurde zum 31. Dezember 1971 die Gemeinde Lautertal durch den Zusammenschluss der bisherigen Gemeinden Eichelhain, Eichenrod, Engelrod, Hörgenau und Meiches neu gebildet. Am 1. Februar 1972 kamen Dirlammen und Hopfmannsfeld hinzu.
Am 1. Februar 1980 wurde der Name der Gemeinde amtlich in Lautertal (Vogelsberg) geändert.

### Verwaltungsgeschichte im Überblick
Die folgende Liste zeigt die Staaten und Verwaltungseinheiten, denen Eichelhain angehört(e):
- vor 1567: Heiliges Römisches Reich, Landgrafschaft Hessen, Gericht Engelrod der Freiherren Riedesel zu Eisenbach
- ab 1567: Heiliges Römisches Reich, Gericht Engelrod[13]
- 1604–1648: Heiliges Römisches Reich, strittig zwischen Landgrafschaft Hessen-Darmstadt und Landgrafschaft Hessen-Kassel (Hessenkrieg)
- ab 1623: Heiliges Römisches Reich, Landgrafschaft Hessen-Darmstadt, Gericht Engelrod (Freiherren Riedesel zu Eisenbach)[14]
- 1787: Heiliges Römisches Reich, Landgrafschaft Hessen-Darmstadt, Oberfürstentum Hessen, Amt Ulrichstein, Gericht Engelrod
- ab 1806: Großherzogtum Hessen,[Anm. 2] Fürstentum Oberhessen, Amt Ulrichstein, Gericht Engelrod[15][16]
- ab 1815: Großherzogtum Hessen, Provinz Oberhessen, Amt Engelrod der Freiherren Riedesel zu Eisenbach[17]
- ab 1821: Großherzogtum Hessen, Provinz Oberhessen, Landratsbezirk Herbstein[18][Anm. 3]
- ab 1825: Großherzogtum Hessen, Provinz Oberhessen, Umbenennung in Landratsbezirk Lauterbach
- ab 1848: Großherzogtum Hessen, Regierungsbezirk Alsfeld
- ab 1852: Großherzogtum Hessen, Provinz Oberhessen, Kreis Lauterbach
- ab 1867: Norddeutscher Bund,[Anm. 4] Großherzogtum Hessen, Provinz Oberhessen, Kreis Lauterbach
- ab 1871: Deutsches Reich, Großherzogtum Hessen, Provinz Oberhessen, Kreis Lauterbach
- ab 1918: Deutsches Reich, Volksstaat Hessen, Provinz Oberhessen, Kreis Lauterbach
- ab 1938: Deutsches Reich, Volksstaat Hessen, Landkreis Lauterbach[19][Anm. 5]
- ab 1945: Amerikanische Besatzungszone,[Anm. 6] Groß-Hessen, Regierungsbezirk Darmstadt, Landkreis Lauterbach
- ab 1946: Amerikanische Besatzungszone, Hessen, Regierungsbezirk Darmstadt, Landkreis Lauterbach
- ab 1949: Bundesrepublik Deutschland, Hessen, Regierungsbezirk Darmstadt, Landkreis Lauterbach
- ab 1972: Bundesrepublik Deutschland, Hessen, Regierungsbezirk Darmstadt, Vogelsbergkreis, Gemeinde Lautertal (Vogelsberg)
- ab 1981: Bundesrepublik Deutschland, Hessen, Regierungsbezirk Gießen, Vogelsbergkreis, Gemeinde Lautertal (Vogelsberg)

### Gerichtszugehörigkeit seit 1803
In der Landgrafschaft Hessen-Darmstadt wurde mit Ausführungsverordnung vom 9. Dezember 1803 das Gerichtswesen neu organisiert. Für das Fürstentum Oberhessen (ab 1815 Provinz Oberhessen) wurde das „Hofgericht Gießen“ eingerichtet. Es war für normale bürgerliche Streitsachen Gericht der zweiten Instanz, für standesherrliche Familienrechtssachen und Kriminalfälle die erste Instanz. Übergeordnet war das Oberappellationsgericht Darmstadt. Die Rechtsprechung der ersten Instanz wurde durch die Ämter bzw. Standesherren vorgenommen und somit war für Eichelhain ab 1806 das „Patrimonialgericht der Freiherren Riedesel zu Eisenbach“ in Engelrod zuständig.
Nach der Gründung des Großherzogtums Hessen 1806 wurden die Aufgaben der ersten Instanz 1821–1822 im Rahmen der Trennung von Rechtsprechung und Verwaltung auf die neu geschaffenen Land- bzw. Stadtgerichte übertragen. Dafür wurde das standesherrliche „Landgericht Lauterbach“ geschaffen, das jetzt für Eichelhain zuständig war. Erst infolge der Märzrevolution 1848 wurden mit dem „Gesetz über die Verhältnisse der Standesherren und adeligen Gerichtsherren“ vom 15. April 1848 die standesherrlichen Sonderrechte endgültig aufgehoben. Im Zuge der 1853 durchgeführten Neuordnung der Gerichtsbezirke in der Provinz Oberhessen sollte der Sitz des Landgerichts von Altenschlirf nach Herbstein verlegt werden und dabei dessen Sprengel um die bis dahin zum Landgerichtsbezirk Lauterbach gehörigen Orte Dirlammen, Eichelhain, Eichenrod, Engelrod, Hörgenau, Hopfmannsfeld und Lanzenhain erweitert werden; dies geschah jedoch beides erst mit Wirkung zum 1. September 1854.
Anlässlich der Einführung des Gerichtsverfassungsgesetzes mit Wirkung vom 1. Oktober 1879, infolge derer die bisherigen großherzoglichen Landgerichte durch Amtsgerichte an gleicher Stelle ersetzt wurden, während die neu geschaffenen Landgerichte nun als Obergerichte fungierten, kam es zur Umbenennung in „Amtsgericht Herbstein“ und Zuteilung zum Bezirk des Landgerichts Gießen.
Am 1. Juli 1957 verlor das Amtsgericht Herbstein seine Selbständigkeit und wurde endgültig – nachdem es dies schon zu Ende des Zweiten Weltkrieges war – zur Zweigstelle des Amtsgerichts Lauterbach. Am 1. Juli 1968 wurde auch diese Zweigstelle aufgehoben. Am 1. Januar 2005 wurde das Amtsgericht Lauterbach als Vollgericht aufgehoben und zur Zweigstelle des Amtsgerichts Alsfeld. Zum 1. Januar 2012 wurde auch diese Zweigstelle geschlossen.

## Bevölkerung
In Eichelhain gab es 1705 36 Haushalte. Zwischen 1753 und 1789 blieb die Zahl der Haushalte konstant bei 45.

### Einwohnerstruktur 2011
Nach den Erhebungen des Zensus 2011 lebten am Stichtag, dem 9. Mai 2011, in Eichelhain 228 Einwohner. Darunter waren 3 (1,3 %) Ausländer.
Nach dem Lebensalter waren 30 Einwohner unter 18 Jahren, 84 zwischen 18 und 49, 60 zwischen 50 und 64 und 54 Einwohner waren älter.
Die Einwohner lebten in 102 Haushalten. Davon waren 27 Singlehaushalte, 39 Paare ohne Kinder und 30 Paare mit Kindern, sowie 6 Alleinerziehende und keine Wohngemeinschaften. In 27 Haushalten lebten ausschließlich Senioren und in 60 Haushaltungen lebten keine Senioren.

### Einwohnerentwicklung
| • 1806: | 258 Einwohner, 45 Häuser           |
| • 1829: | 335 Einwohner, 55 Häuser           |
| • 1867: | 337 Einwohner, 57 bewohnte Gebäude |
| • 1875: | 325 Einwohner, 56 bewohnte Gebäude |

| Eichelhain: Einwohnerzahlen von 1800 bis 2011 | Eichelhain: Einwohnerzahlen von 1800 bis 2011 | Eichelhain: Einwohnerzahlen von 1800 bis 2011 | Eichelhain: Einwohnerzahlen von 1800 bis 2011 | Eichelhain: Einwohnerzahlen von 1800 bis 2011 |
| --- | --------------------------------------------- | --------------------------------------------- | --------------------------------------------- | --------------------------------------------- |
| Jahr |                                               |                                               |                                               | Einwohner                                     |
| 1800 | 1800                                          |                                               | 296                                           | 296                                           |
| 1806 | 1806                                          |                                               | 258                                           | 258                                           |
| 1829 | 1829                                          |                                               | 335                                           | 335                                           |
| 1834 | 1834                                          |                                               | 336                                           | 336                                           |
| 1840 | 1840                                          |                                               | 354                                           | 354                                           |
| 1846 | 1846                                          |                                               | 391                                           | 391                                           |
| 1852 | 1852                                          |                                               | 361                                           | 361                                           |
| 1858 | 1858                                          |                                               | 365                                           | 365                                           |
| 1864 | 1864                                          |                                               | 358                                           | 358                                           |
| 1871 | 1871                                          |                                               | 321                                           | 321                                           |
| 1875 | 1875                                          |                                               | 325                                           | 325                                           |
| 1885 | 1885                                          |                                               | 293                                           | 293                                           |
| 1895 | 1895                                          |                                               | 252                                           | 252                                           |
| 1905 | 1905                                          |                                               | 281                                           | 281                                           |
| 1910 | 1910                                          |                                               | 261                                           | 261                                           |
| 1925 | 1925                                          |                                               | 268                                           | 268                                           |
| 1939 | 1939                                          |                                               | 268                                           | 268                                           |
| 1946 | 1946                                          |                                               | 356                                           | 356                                           |
| 1950 | 1950                                          |                                               | 330                                           | 330                                           |
| 1956 | 1956                                          |                                               | 307                                           | 307                                           |
| 1961 | 1961                                          |                                               | 304                                           | 304                                           |
| 1967 | 1967                                          |                                               | 299                                           | 299                                           |
| 1970 | 1970                                          |                                               | 281                                           | 281                                           |
| 1980 | 1980                                          |                                               | ?                                             | ?                                             |
| 1990 | 1990                                          |                                               | ?                                             | ?                                             |
| 2000 | 2000                                          |                                               | ?                                             | ?                                             |
| 2011 | 2011                                          |                                               | 228                                           | 228                                           |
| Datenquelle: Historisches Gemeindeverzeichnis für Hessen: Die Bevölkerung der Gemeinden 1834 bis 1967. Wiesbaden: Hessisches Statistisches Landesamt, 1968. Weitere Quellen: LAGIS; 1800: Zensus 2011 |                                               |                                               |                                               |                                               |

### Historische Religionszugehörigkeit
| • 1829: | 330 evangelische (= 98,51 %), 5 katholische (= 1,49 %) Einwohner  |
| • 1961: | 285 evangelische (= 93,75 %), 15 katholische (= 4,93 %) Einwohner |

## Ortsbeirat
Der Ortsbeirat Eichelhains hat fünf Mitglieder. Ortsvorsteher ist Lukas Volp (Stand Juni 2022).

## Kulturdenkmäler
Siehe Liste der Kulturdenkmäler in Eichelhain.